# Campomanesia sessiliflora
Campomanesia sessiliflora är en myrtenväxtart som först beskrevs av Otto Karl Berg, och fick sitt nu gällande namn av Joáo Rodrigues de Mattos. Campomanesia sessiliflora ingår i släktet Campomanesia och familjen myrtenväxter.

## Underarter
Arten delas in i följande underarter:
- C. s. bullata
- C. s. lanuginosa
- C. s. sessiliflora